# Hans Wilhelm Zanders

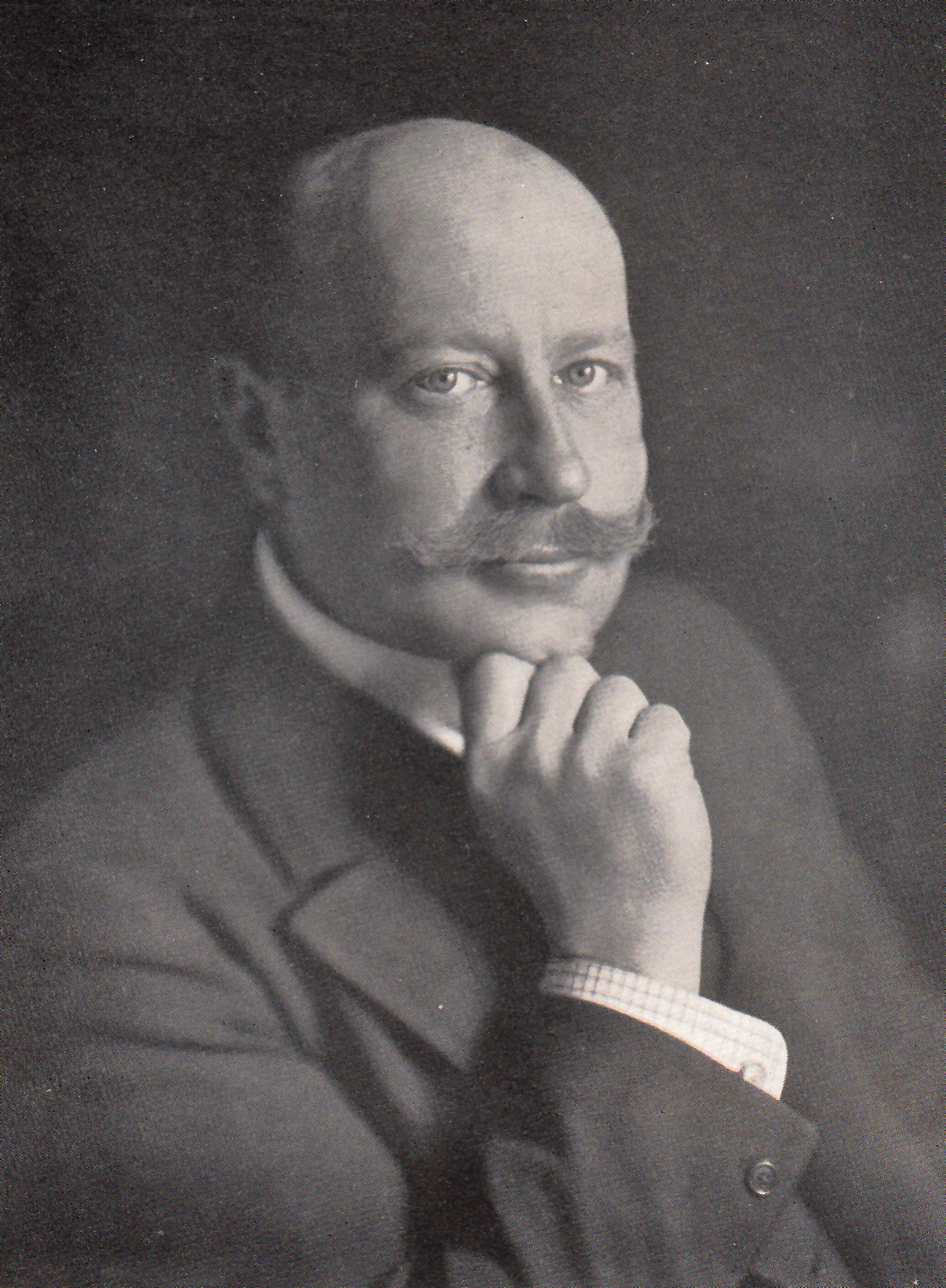
Hans Wilhelm Zanders, 1900

Hans Wilhelm Zanders (* 8. November 1861 in Bergisch Gladbach; † 19. Mai 1915 ebenda) war ein deutscher Papierfabrikant.

## Leben
Hans Wilhelm Zanders war ein Sohn von Carl Richard Zanders und Maria Zanders. Ein gutes Verhältnis hatte er zu seinem Bruder Richard Zanders und studierte wie dieser an der Universität Bonn. 1882 wurde er dort Mitglied des Corps Hansea. Am 1. Februar 1893 heiratete er Olga Peltzer, Tochter des Tuchfabrikanten Paul Nicolas Édouard Peltzer. Aus dieser Ehe gingen sechs Kinder hervor, darunter Johann Wilhelm Zanders. Hans Wilhelm Zanders starb im Alter von 53 Jahren an einer Lungenentzündung.

## Der Papierfabrikant
Von 1884 bis 1885 sammelte er in den Vereinigten Staaten in insgesamt 22 Papierfabriken besonders im Bundesstaat Massachusetts Erfahrungen. Sein Bildungsdrang an Kunst und Volksleben führte ihn auch nach Kleinasien und Ägypten, wo er insbesondere Kunden besuchte und neue Kunden ausfindig machte, um dadurch die Absatzmöglichkeite seiner Papierfabrik zu festigen und zu erweitern.
Zusammen mit seinem Bruder Richard erweiterte er ab 1886 die Firma J.W. Zanders kontinuierlich. Man kaufte zunächst Bauland in der Umgebung der Schnabelsmühle an und erweiterte das Fabrikgelände im Jahr 1906 auf 30 ha. In seine Zeit fällt auch der Bau einer Wasserleitung in das Quellgebiet des Strundetals und der Bau eines Tiefbrunnens, um dadurch den Bedarf an Wasser für die Papierproduktion zu sichern. Ab 1904 übernahmen beide die benachbarte Gohrsmühle hinzu und bauten sie zu einer neuen Fabrikanlage aus. Stets verfolgte Zanders den weiteren Ausbau des Unternehmens mit modernen Maschinen und Einrichtungen.

## Verdienste
Zanders war Stadtverordneter der Stadt Bergisch Gladbach und Presbyter der evangelischen Kirchengemeinde. Als Vorsitzender des Altenberger Domvereins förderte er Nachbildungen des alten Chorgestühls und den Einbau eines neuen Orgelwerks im Altenberger Dom. Der Stadt Bergisch Gladbach stiftete er die Turnhalle des Progymnasiums und zusammen mit seiner Schwägerin Anna Zanders das Hallenbad.

## Ehrungen
- Die Stadt Bergisch Gladbach hat ihm bereits 1921 in der Stadtmitte die Hans-Zanders-Straße gewidmet.[6]